# Баликші (селище)
Баликші́ (каз. Балықшы) — колишнє селище у складі Атирауської міської адміністрації Атирауської області Казахстану, приєднане до міста Атирау у 2013 році. Адміністративний центр Баликшинської селищної адміністрації.
Населення — 12954 особи (2009; 11207 в 1999).